# Власково (Кемеровская область)
Власково — деревня в Яшкинском районе Кемеровской области России. Входит в состав Акациевского сельского поселения.

## История
Власково была основана в 1650 году. В «Списке населенных мест Российской империи» 1868 года издания населённый пункт упомянут как заводская деревня Власкова Томского округа (2-го участка) при речках Власковой и Паче, расположенная в 118 верстах от губернского города Томска. В деревне имелось 25 дворов и проживало 29 человек (65 мужчин и 94 женщины).
В 1893 году в деревне, относившейся к Тутальской волости Томского уезда, имелось 56 крестьянских дворов и проживало 282 человека (137 мужчин и 145 женщин). По состоянию на 1911 год Власкова включала в себя 96 дворов. Население на тот период составляло 391 человек. Действовала церковно-приходская школа.
По данным 1926 года в деревне имелось 128 хозяйств и проживало 573 человека (в основном — русские). Функционировала школа I ступени. В административном отношении являлась центром Власковского сельсовета Поломошинского района Томского округа Сибирского края.

## География
Деревня находится в северной части Кемеровской области, в юго-восточной части Западно-Сибирской равнины, преимущественно на правом берегу реки Пача, вблизи места впадения в неё реки Грязнуха, на расстоянии примерно 8 километров (по прямой) к югу от посёлка городского типа Яшкино, административного центра района. Абсолютная высота — 153 метра над уровнем моря.

### Часовой пояс
Деревня Власково, как и вся Кемеровская область, находится в часовой зоне МСК+4. Смещение применяемого времени относительно UTC составляет +7:00.

## Население
| 2010 |
| ---- |
| 287  |

Гендерный состав
По данным Всероссийской переписи населения 2010 года в гендерной структуре населения мужчины составляли 51,6 %, женщины — соответственно 48,4 %.
Национальный состав
Согласно результатам переписи 2002 года, в национальной структуре населения русские составляли 91 % из 262 чел.

## Улицы
Уличная сеть деревни состоит из семи улиц.